# Vasvári Pál Gimnázium (Székesfehérvár)
A Székesfehérvári Vasvári Pál Gimnázium a vasútállomás szomszédságában működő közoktatási intézmény. Jellegét tekintve az 1850-es évektől kezdve leánynevelő iskola volt, az 1960-as évektől kezdve gimnáziumi formájában működik. 2008-ban ünnepelte 50 éves fennállását, ami alkalmából az iskola volt szakjai elevenedtek meg, úgy mint testnevelés, ének, humán, francia, olasz szak.
Az iskola tanulmányi eredménye az országos átlag feletti. Tanulóik évről évre sikerrel felvételiznek Magyarország egyetemeire, főiskoláira.

## Története

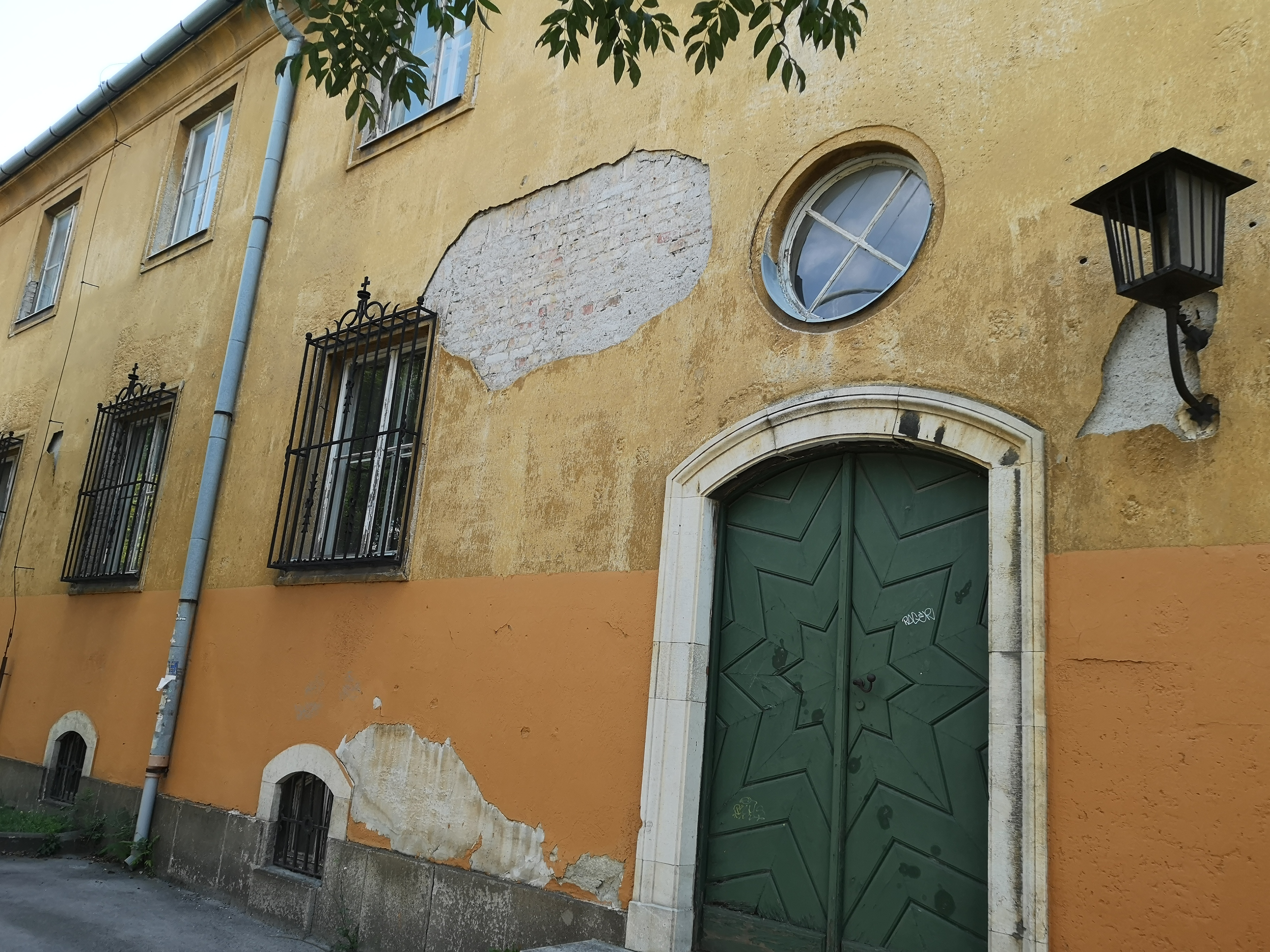
Az iskola épületének részlete 2018-ban

Az intézményt Királyhegyi Farkas Ferenc nagyprépost alapította 1853. március 12-én.
Az alapító szándéka először egy bölcsészeti főiskola létrehozása volt, de miután a ciszterci rend apátja vezetésével létrejött a 8 osztályú gimnázium, az alapító a város vezetésével együtt úgy határozott, hogy egy római katolikus nőneveldét hoz létre.
Az intézet céljára a prépost saját lakóházát és 30.000 pengőjét hagyta. A város közgyűlése 6272 pengőt szavazott meg a ház átalakítására, valamint évi segélyül 440 pengőt. Így az alapítvány és a város együtt létesítette és tartotta fenn az iskolát 1948-ig, az államosításig. Az intézet többszöri bővítéssel 1864. október 9-től 1953 nyaráig a Szent István téri épületben működött. Utána költözött a vasútállomás melletti épületbe, ami 1937-ben épült.
A prépost arról rendelkezett, hogy az intézetet szerzetesnők vezessék. Erre a Páli Szent Vincéről nevezett Szatmári Irgalmas Nővéreket választotta. Meghagyta, hogy halála után haladéktalanul nyissák meg az iskolát.
Az iskola tehát a fentiek szerint 1864 októberétől kezdett el működni elemi iskolaként. Több mint száz diák járt ide már az első évben. Ekkor 6 nővér látta el a tanítói feladatokat az intézményben.
2011 márciusában a 4 napos ünnep alatt betörtek a Vasvári Gimnáziumba. A betörők mindent elvittek, ami a kezük ügyébe került. A betörést az iskola egyik dolgozója fedezte fel március 16-án, szerdán. A betörés miatt szerdán az iskola diákjainak haza kellett menniük, miután az iskolába érkeztek.
Szeptember 1-jén sajtótájékoztatón jelentette be Cser-Palkovics András, Székesfehérvár polgármestere és Csizek Tibor, Székesfehérvár rendőr kapitánya, hogy a Székesfehérvári Rendőrkapitányság sikeresen elfogta a betörőket. A betörők nemcsak a Vasvári Pál Gimnáziumot fosztották ki, hanem az Alba Regia Nyugdíjas Egyesület Nyugdíjas Szolgáltató Központját, az Egyházmegyei Múzeumot és az Egyházmegyei Óvodát is.
A tettesek megtalálásában Pál Tibor és Kulcsár Zsolt törzszászlósok érdemi részt vállaltak, akiket Cser-Palkovics András oklevéllel tüntetett ki.

## Ismert diákjai
- Romhányi Áron (1974–) zenész
- Hekl Krisztina (1976–) költő
- Schmidt Sára (1994–) színésznő
- Hanga Ádám (1989-) Válogatott kosárlabda játékos